# Бахчисарај
Бахчисарај (рус. Бахчисарай, укр. Бахчисарай, кт. Bağçasaray, Багъчасарай) град је на Криму (спорно подручје Русије и Украјине), у Републици Крим (према гледишту Русије) односно у Аутономној Републици Крим (према гледишту Украјине). Према процени из 2012. у граду је живело 26.363 становника. За време Кримског каната био је престоница кримских Татара.

## Становништво
Према процени, у граду је 2012. живело 26.363 становника.
| 1979.  | 1989.  | 2001.  | 2012.  |
| ------ | ------ | ------ | ------ |
| 22.321 | 25.363 | 27.549 | 26.363 |